# Tisamenus deplanatus
Tisamenus deplanatus (Syn. Phasma (Pachymorpha) deplanatum, Acanthoderus deplanatus, Hoploclonia deplanata, Tisamenus deplanata) ist eine Gespenstschrecken-Art, die im Norden der philippinischen Insel Luzon vorkommt.

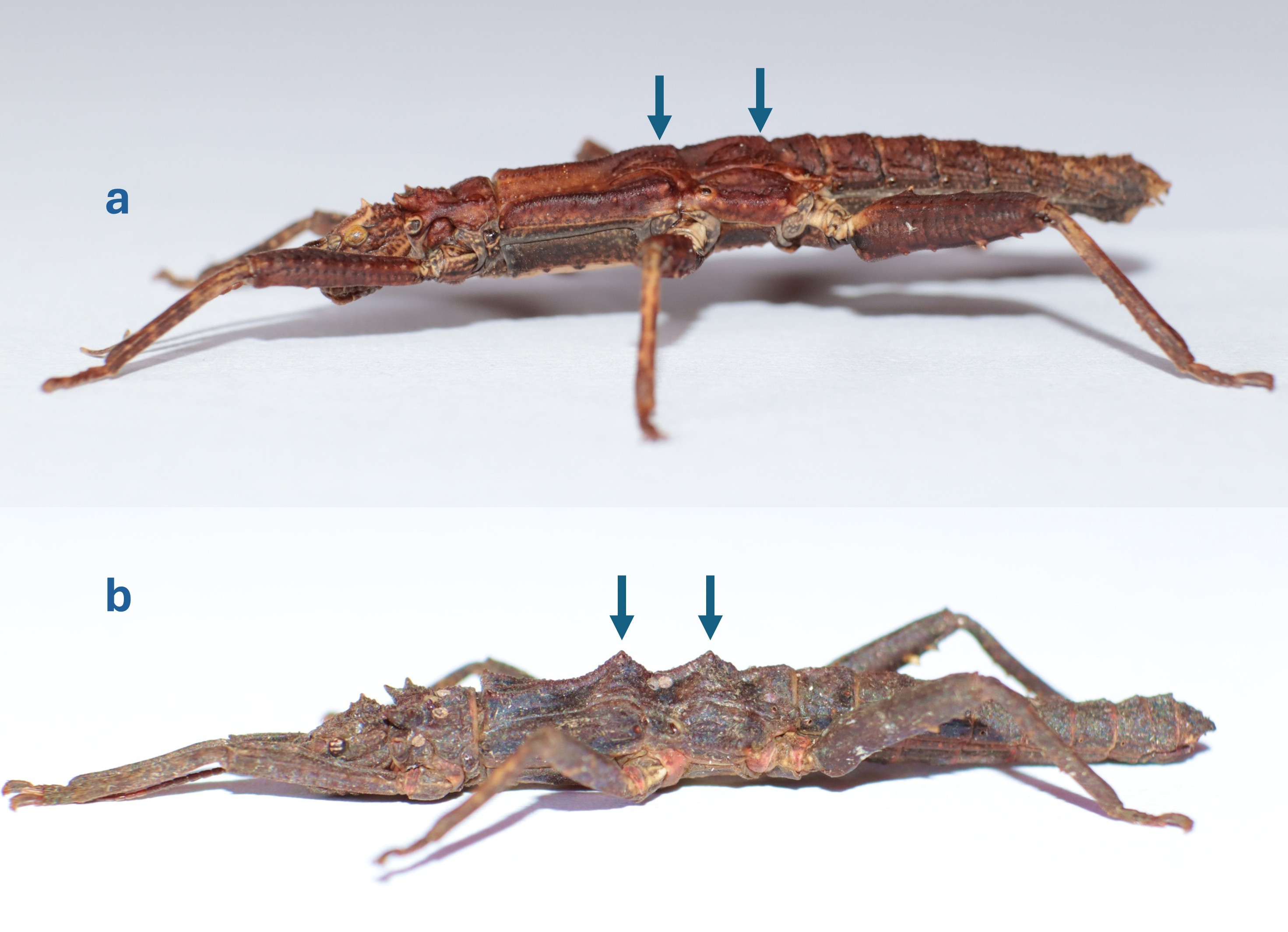
Männchen von a) Tisamenus cervicornis mit flacher Oberseite und b) Tisamenus deplanatus mit den zwei Buckeln an den Hinterränder von Meso- und Metanotum

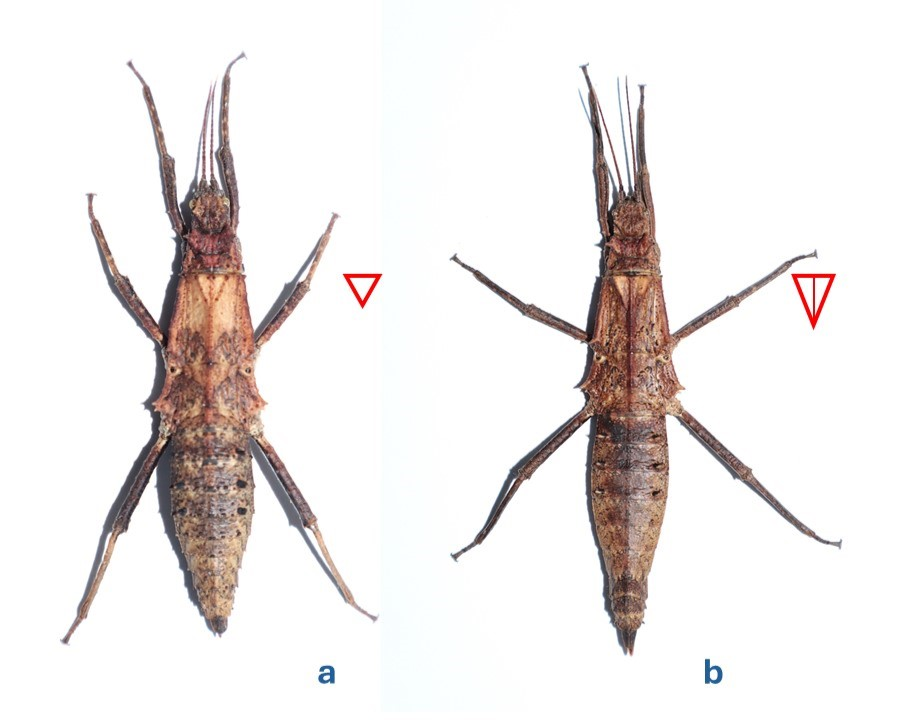
Weibchen von a) Tisamenus cervicornis und b) Tisamenus deplanatus mit Vergleich der Form und Größe der Mesonotaldreiecke

## Merkmale
Bei Tisamenus deplanatus handelt es sich um eine relativ unbestachelte Tisamenus-Art. Die Männchen werden 38 bis 43, die breiteren Weibchen 56 bis 67 mm lang. Auf dem flachen Kopf befindet sich ein deutliches Paar Supraorbitalstacheln, welches entweder aus drei miteinander verbunden Tuberkeln oder aus einem größeren Tuberkelpaar mit umgebenden Tuberkeln besteht. Auf dem Pronotum sind rechts und links je zwei eng beieinander stehende Stacheln zu finden. Auf dem relativ kurzen, sich nach hinten stark trapezförmig erweiternden Mesothorax befinden sich das für Tisamenus-Arten typische, durch angehobene Kanten gebildete Dreieck. Die Basis dieses Dreiecks bindet sich am Vorderrand des Mesonotums und ist stark erhöht. Auf dem Dreieck befindet sich ein flacher, mittiger Längskamm, der sich in Verlängerung der hinteren Spitze etwas höher über das restliche Mesonotum und das gesamte Metanotum zieht. Bei den Weibchen von Tisamenus deplanatus ist das Dreieck länger als breit und bildet ein gleichschenkliges Dreieck. Durch dieses Merkmal sind sie leicht von den Weibchen der ähnlichen, etwas breiteren Tisamenus cervicornis zu unterscheiden, bei denen dieses Dreieck breiter als lang ist und damit ein ungefähr gleichseitiges Dreieck bildet. An den seitlichen Rändern des Thorax von Tisamenus deplanatus ist lediglich ein Paar als Doppelstacheln ausgebildeter Supracoxalen an der breitesten, am Hinterrand des Metanotums befindlichen Stelle zu finden. Auf den ersten drei Segmenten des Abdomens befinden sich deutliche, auf dem vierten ein kaum sichtbares Paar Stacheln. Die Ausbildung und Anordnung der Stacheln ist in beiden Geschlechtern relativ gleich. Bei den schlankeren Männchen fällt insbesondere das relativ kurze und annähernd zylindrische Abdomen auf. Die Mitte der Hinterränder von Meso- und Metanotum ist bei ihnen deutlich gewölbt und bildet von der Seite gut erkennbare Erhebungen. Bei den Männchen der ähnlichen Tisamenus cervicornis diese allenfalls leicht gerundet. Das Abdomen der Weibchen ist an der Basis fast so breit wie der Metathorax an der breitestes Stelle und verjüngt sich gleichmäßig bis zur Spitze des sekundären Legestachels (Ovipositor).

## Systematik

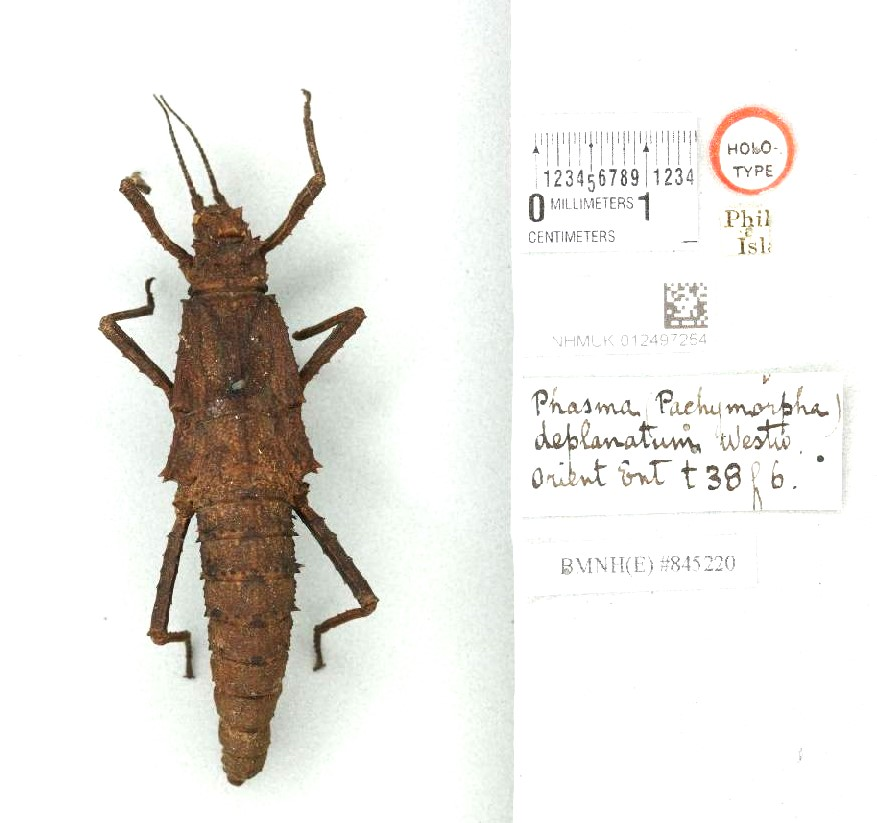
Holotypus aus dem Natural History Museum in London

Im Jahr 1845 beschrieb John Obadiah Westwood die Art zunächst als Phasma (Pachymorpha) deplanatum und überstellte sie 1859 in die Gattung Acanthoderus. Als Holotypus ist ein Weibchen im Natural History Museum in London hinterlegt. Der Artname „deplanatum“ stammt aus dem Lateinischen und bedeutet so viel wie „abgeplättet“ oder „abgeflacht“. Vergleichsweise abgeflacht sind allerdings nur die Weibchen, während die damals unbekannten Männchen zwei charakteristische Buckel in der Mitte der Hinterränder von Meso- und Metanotum aufweisen. Im Jahr 1875 überführte Carl Stål die Art als Tisamenus deplanatus in die von ihm errichtete Gattung Tisamenus. James Abram Garfield Rehn und sein Sohn John William Holman Rehn synonymisierten 1939 die Gattung Tisamenus mit der Gattung Hoploclonia, wodurch die Art als Hoploclonia deplanata geführt wurde. Ein von ihnen als Vertreter dieser Art beschriebenes und abgebildetes Weibchen, welches im National Museum of Natural History in Washington, D.C. hinterlegt ist, erwies sich später als Vertreter von Tisamenus cervicornis. Zeitgleich mit der Synonymisierung von Tisamenus im Jahr 1939 teilten Rehn und Rehn die Gattung Hoploclonia nach morphologischen Aspekten in verschiedene Gruppen ein. In die sogenannte Deplanata-Gruppe, stellten sie mit Hoploclonia deplanata, Hoploclonia cervicornis (heute Tisamenus cervicornis), Hoploclonia armadillo (heute Tisamenus armadillo), Hoploclonia spadix (heute Tisamenus spadix), Hoploclonia tagalog (heute Tisamenus tagalog) und Hoploclonia fratercula (heute Synonym zu Tisamenus cervicornis), relativ unbestachelte Arten, mit flacher Oberseite, die bis auf die Supracoxalstacheln an den Rändern des Thorax keine Stacheln, sondern höchstens Zähnchen zeigen. Nachdem Oliver Zompro 2004 die philippinischen Arten wieder in die Gattung Tisamenus überführte und nur die auf Borneo vorkommenden in der Gattung Hoploclonia beließ, wurde die Art als Tisamenus deplanata bezeichnet. Im Jahr 2018 wurde die Endung des Artnamens angepasst und seither wird die Art wieder wie bereits 1875 bei Stål als Tisamenus deplanatus bezeichnet. Die formale Beschreibung der Männchen und der Eier erfolgte 2025 durch Frank H. Hennemann.
Sarah Bank et al bezogen in ihre molekulargenetischen, 2021 veröffentlichten Untersuchungen unter anderem Vertreter von zwei sehr ähnlichen, in Zucht befindlichen Stämmen bzw. Arten der Gattung ein. Einer von diesen stammte aus den Pocdolbergen und wurde zunächst als Tisamenus deplanatus bezeichnet. Die Vertreter dieses Stammes wurden später als Tisamenus cervicornis identifiziert. Ähnliche Tiere wurden später aus Ilocos eingeführt. Sie wurden zeitweilig als Tisamenus fratercula bezeichnet und erwiesen sich später als die echten Tisamenus deplanatus. Zwischenzeitlich wurde kurz diskutiert ob beide Stämme konspezifisch sind. Die Untersuchungen von Bank et al zeigten, dass sie nicht konspezifisch sind, also verschiedenen Arten angehören. Außerdem erwiesen sich Tisamenus deplanatus und Tisamenus cervicornis als nicht so eng miteinander verwandt wie es Rehn und Rehn 1939 in ihrer Gruppeneinteilung vermutet hatten.

## Verbreitungsgebiet
Als Fundort des weiblichen Holotypus werden lediglich die Inseln der Philippinen genannt. Das bisher bekannte Verbreitungsgebiet umfasst den Norden der Insel Luzon. Der aktuell unter anderem in Europa gehaltene Zuchtstamm stammt aus der Ilocos-Region, genauer aus der Provinz Ilocos Norte. Das von Rehn und Rehn 1939 untersuchtes Weibchen, stammt aus Surigao von der Insel Mindanao, wurde aber 2025 von Hennemann Tisamenus cervicornis zugeordnet.

## Terraristik
Ein in den Terrarien der Liebhaber zu findende Stamm geht auf Tiere zurück, die Thierry Heitzmann im Jahr 2014 in der Region Ilocos sammelte. Sie wurden zunächst nach ihrem Fundort Tisamenus sp. 'Ilocos' genannt und erhielten von der Phasmid Study Group die PSG-Nummer 391. Nachdem die Art zeitweilig als Tisamenus fratercula bestimmt wurde, identifizierte sie Hennemann bei der Bearbeitung der Gattung als die echte Tisamenus deplanatus. Gleichzeitig stellte er klar, dass sich alle Veröffentlichungen über die Haltung und Zucht eines Zuchtstammes der seit 2012 unter dem Namen Tisamenus deplanatus 'Pocdol' und der PSG-Nummer 399 im Umlauf ist, auf die ähnliche Tisamenus cervicornis beziehen. Bis zum Auffinden der Tiere  aus Ilocos waren die Männchen der Art nicht bekannt. Der als Tisamenus deplanatus 'Ilocos' bezeichnete Zuchtstamm ist sehr unkompliziert zu halten und zu vermehren. Gefressen werden sowohl Blätter von Brombeeren, als auch von anderen Rosengewächsen.

## Bilder

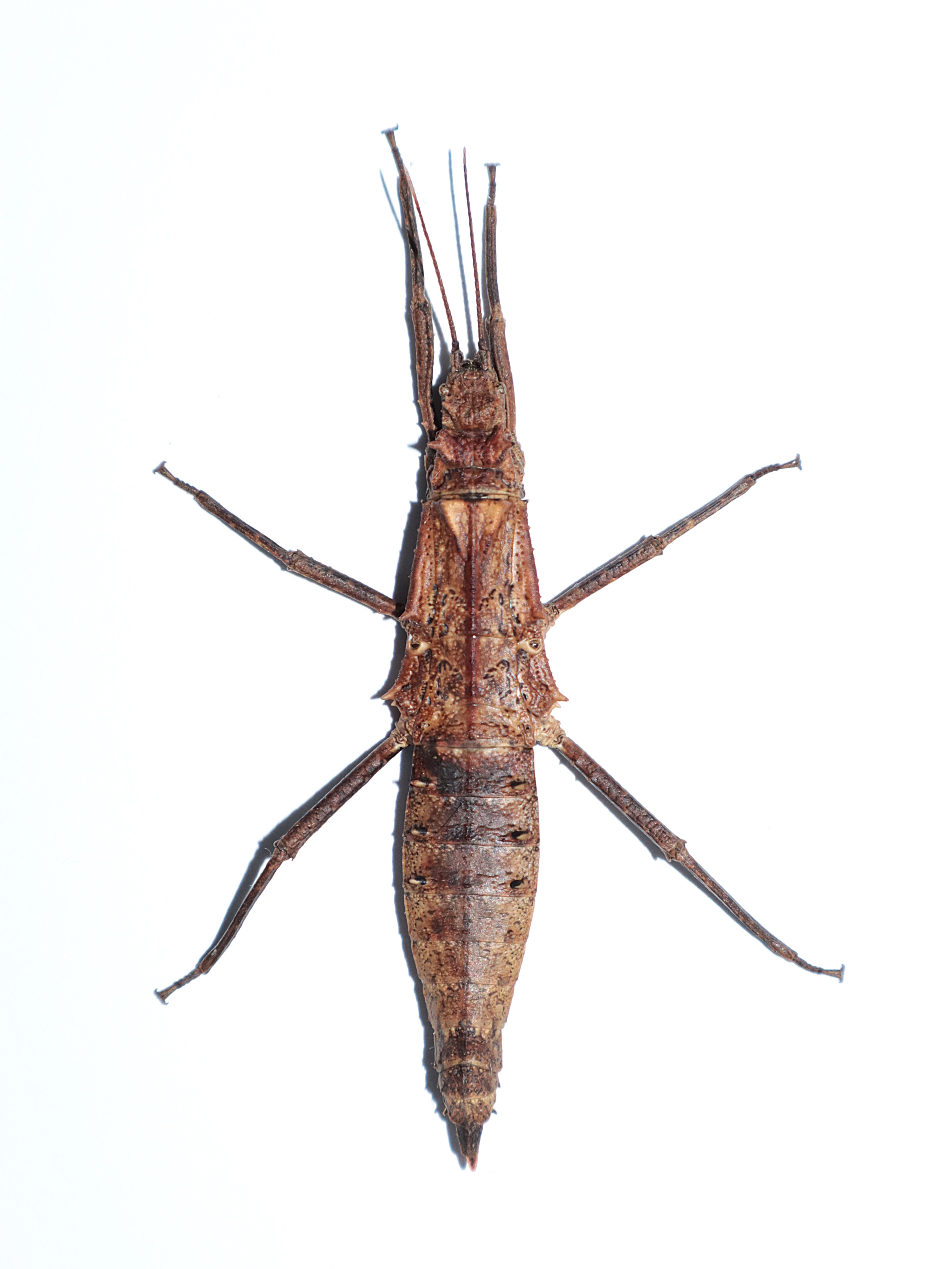
Weibchen vom Zuchtstamm aus Ilocos von dorsal
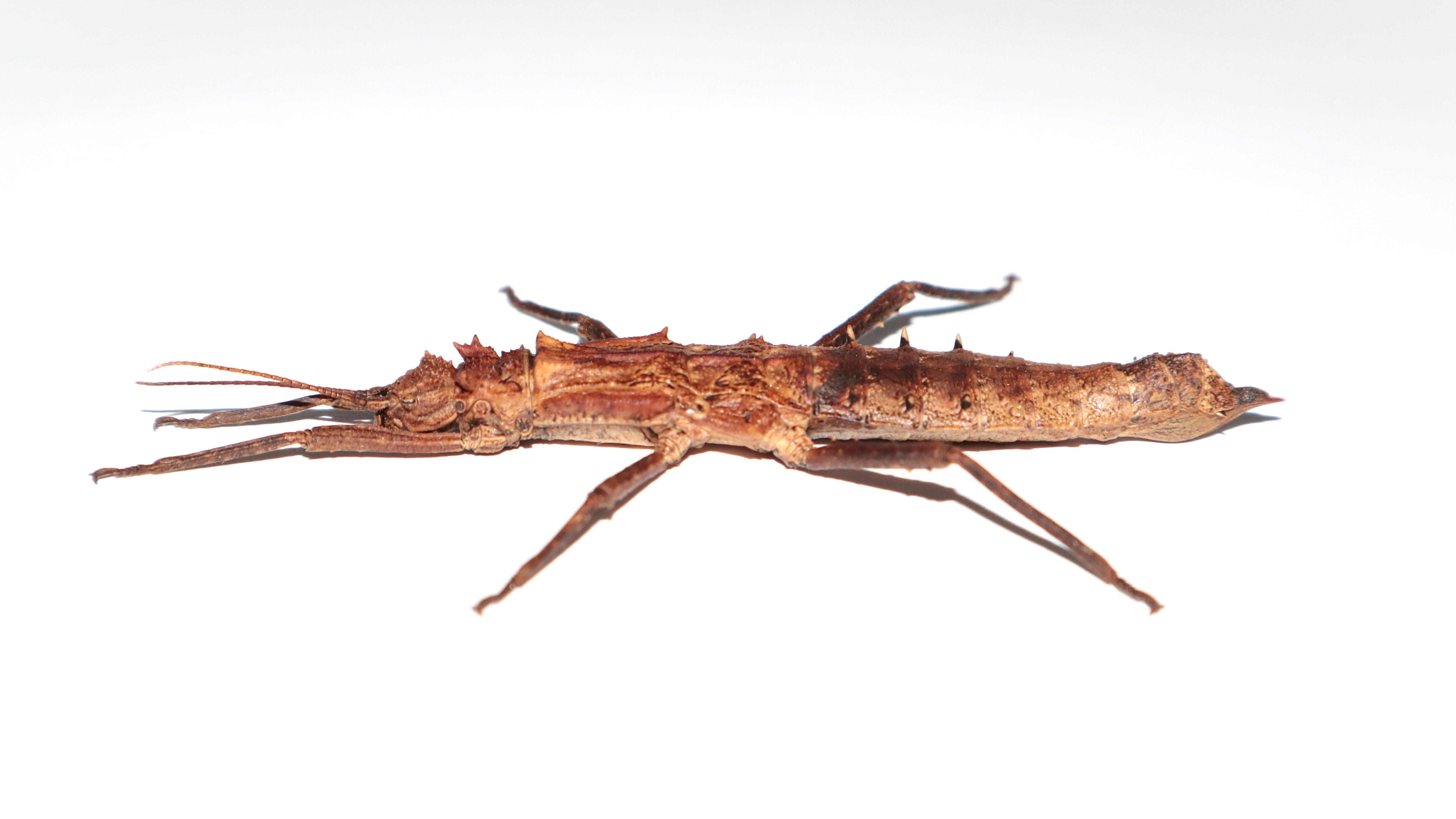
Weibchen vom Zuchtstamm aus Ilocos von der Seite